# Hrvoje Horvat
Hrvoje Horvat (Bjelovar, 22 mei 1946) is een voormalig Kroatisch handballer. Hij naam tweemaal deel aan de Olympische Spelen, waar hij de Joegoslavische handbalploeg vertegenwoordigde. 
Op de Olympische Spelen van 1972 in München won hij de gouden medaille met Joegoslavië, nadat men in de finale Tsjecho-Slowakije had verslagen. Horvat speelde zes wedstrijden en scoorde vijftien goals.
Vier jaar later eindigde hij met Joegoslavië op de Olympische Spelen van 1976 in Montreal op de vijfde plaats. Ook hier speelde Horvat zes wedstrijden en scoorde hij vijftien goals.
In 2005 werd hij coach van het Duitse handbalteam HSC 2000 Coburg.
Zijn bijnaam is Cveba, het Kroatische woord voor rozijn.
Abaz Arslanagić · Vlado Bojović · Hrvoje Horvat · Milorad Karalić · Radivoj Krivokapić · Zdravko Miljak · Željko Nimš · Radisav Pavićević · Branislav Pokrajac · Nebojša Popović · Zdravko Rađenović · Zvonimir Serdarušić · Predrag Timko · Zdenko Zorko
Abaz Arslanagić · Čedomir Bugarski · Petar Fajfrić · Hrvoje Horvat · Milorad Karalić · Đorđe Lavrnić · Milan Lazarević · Zdravko Miljak · Slobodan Mišković · Branislav Pokrajac · Nebojša Popović · Miroslav Pribanić · Dobrivoje Selec · Albin Vidović · Zoran Živković · Zdenko Zorko